# سيسيل بول
سيسيل بول (بالإنجليزية: Cecil Charles Poole)‏ هو سياسي بريطاني (وحمل سابقاً جنسية المملكة المتحدة لبريطانيا العظمى وأيرلندا)، ولد في 1902، وتوفي في 2 فبراير 1956. حزبياً، نشط في حزب العمال.

## مناصب
- في 1938 Lichfield by-election [الإنجليزية]‏، انتخب عضو برلمان المملكة المتحدة الـ37 عن دائرة Lichfield ‏ (5 مارس 1938 – 15 يونيو 1945).
- في الانتخابات العامة في المملكة المتحدة 1945 [الإنجليزية]‏، انتخب عضو برلمان المملكة المتحدة الـ38 عن دائرة Lichfield ‏ (5 يوليو 1945 – 3 فبراير 1950).
- في الانتخابات العامة في المملكة المتحدة 1950 [الإنجليزية]‏، انتخب عضو برلمان المملكة المتحدة الـ39 عن دائرة برمنغهام، بيري بر (23 فبراير 1950 – 5 أكتوبر 1951).
- في الانتخابات العامة في المملكة المتحدة 1951 [الإنجليزية]‏، انتخب عضو برلمان المملكة المتحدة الـ40 عن دائرة برمنغهام، بيري بر (25 أكتوبر 1951 – 6 مايو 1955).